# Marmí
Marmí és un masia situada al municipi de Castellar de la Ribera, a la comarca catalana del Solsonès.
L'any 1394 apareix escrita com a Mirmir.